# Клемм, Фридрих (музыкант)
Фридрих Клемм (нем. Friedrich Klemm; 29 марта 1795, Вена — 13 сентября 1854, Вена) — австрийский музыкант-любитель.

## Биография
Сделал успешную бюрократическую карьеру в качестве чиновника военного ведомства. При этом, получив музыкальное образование у Якоба Шауэра (струнные) и Йозефа Хайденрайха (композиция), стал заметной фигурой в венском Обществе друзей музыки, управлявшем Венской консерваторией. 
В середине 1830-х гг. занимал должность инспектора музыкальных инструментов (то есть заведующего коллекцией инструментов, принадлежавшей Обществу), затем в 1837—1842 гг. директор консерватории. Автор церковной музыки, струнных квартетов, песен; выступал также как дирижёр.